# Fabriciana numon
Fabriciana numon är en fjärilsart som beskrevs av Matsumura 1929. Fabriciana numon ingår i släktet Fabriciana och familjen praktfjärilar. Inga underarter finns listade i Catalogue of Life.